# Ассолі
Префектура Ассо́лі (фр. Prefecture Assoli) — одна із 7 префектур у складі регіону Кари Тоголезької Республіки. Адміністративний центр — місто Бафіло.

## Населення
| 2000   | 2002   | 2003   | 2004   | 2005   | 2006   | 2010   |
| ------ | ------ | ------ | ------ | ------ | ------ | ------ |
| 49 000 | 50 000 | 51 000 | 51 000 | 52 000 | 52 000 | 51 491 |

## Склад
До складу префектури входить 6 кантонів та 1 комуна Бафіло:
| № | Кантон          | Площа, км² | Населення, осіб (2010) | Центр   |
| - | --------------- | ---------- | ---------------------- | ------- |
| 1 | Аледжо          | -          | -                      | Аледжо  |
| 2 | Бафіло (кантон) | -          | -                      | Бафіло  |
| 3 | Бафіло (комуна) | -          | 17 937                 | Бафіло  |
| 4 | Буладе          | -          | -                      | Буладе  |
| 5 | Дако (Дауде)    | -          | -                      | Дако    |
| 6 | Кумонде         | -          | -                      | Кумонде |
| 7 | Суду            | -          | -                      | Суду    |